# Прапор Берізок
Пра́пор Бері́зок затверджений 25 жовтня 2011 р. рішенням сесії Берізківської сільської ради.

## Опис
Квадратне полотнище, верхня древкова чверть червона, на ній біла шабля з жовтим руків'ям, покладена в пояс, на якій сидить жовтий орел із розпростертими крильми. Полотнище розділене на вертикальні 4 зелені і 3 білі смуги в співвідношенні 2:1:1:1:1:1:2, внизу — синя горизонтальна хвиляста смуга, яка проходить поверх всіх вертикальних, окрім середньої.
Автор — І. Д. Янушкевич.